# Lentillac-du-Causse

Lentillac-du-Causse este o comună în departamentul Lot din sudul Franței. În 2009 avea o populație de 109 de locuitori.

## Evoluția populației
| An        | 1975 | 1982 | 1990 | 1999 | 2006 | 2009 |
| --------- | ---- | ---- | ---- | ---- | ---- | ---- |
| Populație | 101  | 108  | 103  | 91   | 101  | 109  |